# Alecanopsis mirus
Alecanopsis mirus är en insektsart som beskrevs av Green 1924. Alecanopsis mirus ingår i släktet Alecanopsis och familjen skålsköldlöss. Inga underarter finns listade i Catalogue of Life.